# Nelli Fominych
Nelli Vasiljevna Fominych (Russisch: Нелли Васильевна Фоминых; meisjesnaam: Чиянова; Tsjijanova) (Sverdlovsk, 19 februari 1942) was een basketbalspeler van het nationale damesteam van de Sovjet-Unie. Ze werd Meester in de sport van de Sovjet-Unie.
Als speler speelde Tsjijanova voor Oeralmasj Sverdlovsk, Russische SFSR en Dinamo Kiev. In 1967 werd ze derde op de Spartakiad van de Volkeren van de USSR met Russische SFSR. Als speler voor het nationale team van de Sovjet-Unie won ze goud op de Europese kampioenschappen in 1964, 1966 en 1968. Ook won de twee keer goud op de Wereldkampioenschappen in 1964 en 1967. Na haar carrière werd ze hoofdcoach van Dinamo Kiev.

## Erelijst (speler)
- Landskampioen Sovjet-Unie:
  - Derde: 1967
- Wereldkampioenschap: 2
  - Winnaar: 1964, 1967
- Europees Kampioenschap: 3
  - Goud: 1964, 1966, 1968